# 丁岱
丁岱（1964年9月—），湖北省仙桃市人，中华人民共和国政治人物。

## 生平
1964年9月，丁岱出生在湖北省沔阳县（今仙桃市）。1981年，丁岱进入沔阳师范学院范普教专业学习，1983年毕业后分配至荆门市二中执教，期间于1984年12月加入中国共产党。1986年8月，丁岱调任荆门市财税学校教师。
1988年2月，丁岱进入荆门市财政局预算科工作，之后陆续担任团委副书记、征收管理处副主任兼罚没收入管理站副站长、机关党总支副书记、工交企业财务科科长、副局长。2004年4月，丁岱调任荆门市政府驻北京办事处主任，同年11月兼任市信访局副局长，2005年3月兼任荆门市人民政府副秘书长。2007年2月，丁岱转任荆门市审计局局长、党组书记。2014年1月，丁岱转任荆门市财政局党组书记，同年2月兼任局长。2017年1月，丁岱转任荆门市人民政府副市长。2022年1月8日，丁岱出任荆门市政协主席、党组书记。

### 落马
2024年8月4日，丁岱涉嫌严重违纪违法接受省纪委监委纪律审查和监察调查。